# ویراگ نمت
 ویراگ نمت (انگلیسی: Virág Németh؛ زادهٔ ۱۹ ژوئن ۱۹۸۵) یک تنیس‌باز اهل مجارستان است. 